# Lataisi Mwea
Lataisi Mwea (ur. 26 lipca 2000 w South Tarawa) – kiribacki lekkoatleta, biegacz.
Urodził się 26 lipca 2000 roku w South Tarawa w atolu Tarawa. W 2020 roku reprezentował Kiribati podczas Letnich Igrzysk Olimpijskich rozgrywanych w Tokio. Występując w biegu na 100 m mężczyzn, odpadł w pierwszej rundzie z wynikiem 11:25.